# Den lille latinprøve
Den lille latinprøve var i Danmark frem til 1980 adgangskrav til gymnasiets sproglige linje, og den blev  før 1963 aflagt i 4. mellem, senere i 2. real eller i ungdomsskolen. Elever, der ikke havde bestået den lille latinprøve, kunne optages på den betingelse, at prøven blev bestået senest til efterårsferien i 1. gymnasieklasse under forudsætning af, at eleven opfyldte de øvrige optagelseskrav.
I 1977 afskaffede undervisningsminister Ritt Bjerregaard den lille latinprøve som adgangskrav til gymnasiets sproglige linje. Dermed blev latin reelt afskaffet i folkeskolen. Fra 1968 til 1978 havde en række danske seminarier latin som linjefag med henblik på undervisning til den lille latinprøve i folkeskolen. 
Til den lille latinprøve er pensum 20 normalsider à 1300 bogstaver sammenhængende latinsk tekst »af passende sværhedsgrad« med tilhørende gloser og grammatik. Den mest kendte og sejlivede lærebog var Kr. Mikkelsens Latinsk Læsebog. Teksterne fra 2. afdeling frem til stk. 35 omhandlende de puniske krige og den jugurthinske krig passede til prøvens omfang.
Undervisningen til den lille latinprøve var almindeligvis et forløb på 120 timer med fire timer om ugen. Til sammenligning er omfanget af latindelen i gymnasiets grundforløb almen sprogforståelse fra 2005 på ca. 20 lektioner.
Den lille latinprøve krævedes til lægestudiet indtil 1991. Det var det sidste universitetsstudium, der forudsatte latinkundskaber i Danmark. Tidligere krævedes der også latin for at komme ind på det humanistiske, teologiske og det juridiske fakultet.
Den mindste latinprøve i Tyskland, Kleines Latinum, er af lidt større omfang end den lille danske, og ved optagelse på tyske universiteter kræves latin stadig i stor udstrækning.